# إليمان نداي
إليمان نداي (مواليد 6 مارس 2000) هو لاعب كرة قدم سنغالي يلعب في مركز الوسط المهاجم في نادي شيفيلد يونايتد.

## وصلات خارجية
- إليمان نداي على موقع الاتحاد الأوربي (الإنجليزية)
- إليمان نداي على موقع قاعدة بيانات كرة القدم.إي يو (الإنجليزية)
- إليمان نداي على موقع ليكيب (الفرنسية)
- إليمان نداي على موقع ناشيونال فوتبول تيمز (الإنجليزية)
- إليمان نداي على موقع Soccerbase.com (لاعب) (الإنجليزية)
- إليمان نداي على موقع Soccerway.com (الإنجليزية)
- إليمان نداي على موقع عالم كرة القدم.نت (الإنجليزية)